# Springport (Nueva York)
Springport es un pueblo ubicado en el condado de Cayuga en el estado estadounidense de Nueva York. En el año 2000 tenía una población de 2.256 habitantes y una densidad poblacional de 40.4 personas por km².

## Geografía
Springport se encuentra ubicado en las coordenadas 42°51′12″N 76°41′11″O / 42.85333, -76.68639.

## Demografía
Según la Oficina del Censo en 2000 los ingresos medios por hogar en la localidad eran de $44,792, y los ingresos medios por familia eran $51,842. Los hombres tenían unos ingresos medios de $32,266 frente a los $26,051 para las mujeres. La renta per cápita para la localidad era de $20,370. Alrededor del 8.6% de la población estaban por debajo del umbral de pobreza.